# Nazikeda Kadın (consorte di Abdülhamid II)
Nazikeda Kadın (turco ottomano: نازك ادا قادین, lett. "colei che ha modi delicati"; nata Mediha Tsanba; Abcasia, 1848 – Istanbul, 11 aprile 1895) è stata una principessa abcasa e la Prima Consorte, o BaşKadin, del sultano ottomano Abdülhamid II.

## Origini
Nazikeda Kadın nacque nel 1848 in Abcasia. Il suo nome originale era Mediha Hanım ed era un membro della famiglia principesca abcasa dei Tsanba, come figlia del principe Arzakan Bey, capo famiglia dei Tsanba, e di sua moglie, la principessa Esma Hanim, principessa della famiglia Klıç. Aveva un fratello, Kâzım Paşah.
Da bambina venne mandata a Istanbul e affidata alla moglie del Gran Visir ottomano, Mehmed Emin Ali Paşah perché la educasse. Qui prese nome Nazikeda Hanım, e imparò l'etichetta di corte e a suonare il pianoforte.
Nel 1858, quando aveva dieci anni, la sua tutrice la fece partecipare al matrimonio di Cemile Sultan, figlia del sultano ottomano Abdülmecid I e sorellastra, e allo stesso tempo sorella adottiva, del futuro sultano Abdülhamid II. Tramite la madre dello sposo Nazikeda venne presentata a Cemile, che, colpita dalle maniere della bambina, la prese come assistente personale e la portò a vivere nel suo nuovo palazzo.
Nazikeda venne descritta come una donna alta, con pelle rosea, lunghi capelli neri e lisci e occhi scuri.

## Matrimonio
Nel 1863 Abdülhamid II, all'epoca Şehzade (principe), mentre era in visita alla sorella Cemile, notò Nazikeda e la chiese in moglie. Cemile acconsentì e i due si sposarono nel 1863 a Palazzo Dolmabahçe.
Nel 1868 partorì la loro unica figlia, Ulviye Sultan, che tuttavia morì a sette anni arsa viva sotto gli occhi della madre a causa di un incidente domestico. Nazikeda subì gravi ustioni nel tentativo di salvarla e la morte della bambina la fece cadere in una profonda depressione da cui non si riprese più: secondo la sua dama di compagnia, Leyla Achba, la donna si addormentava ogni sera piangendo e invocando la figlia. Cercò conforto nel cibo e in breve tempo divenne obesa e malaticcia. Anche Abdülhamid II rimase molto turbato dalla morte della primogenita, che nelle sue memorie cita tre volte come la prima esperienza traumatica della sua vita, mentre non menziona mai la perdita della madre biologica a undici o quella del padre a quattordici.

## Consorte imperiale
Nel 1876 Abdülhamid II salì al trono dopo la deposizione del suo fratellastro maggiore, Murad V.
Nazikeda venne elevata al rango di Prima Consorte, o BaşKadin, col titolo di Nazikeda Kadın. Nella gerarchia dell'harem, veniva subito dopo Rahime Perestu Sultan, madre adottiva e Valide Sultan di Abdülhamid II.
Sebbene già prostrata dalla morte recente della figlia, Leyla Saz all'epoca la definì "una bella bruna dalla figura perfetta, degna del suo ruolo per aspetto e spirito".
Visse prima a Palazzo Dolmabahçe e poi, dal 1877, nel nuovo Palazzo imperiale, Palazzo Yıldız.
Come BaşKadin, Nazikeda ottenne il permesso di invitare a corte la moglie di Mehmed Emin Âli Pasha, la sua prima tutrice, a cui era profondamente grata. Quando la vecchia donna s'inchinò davanti a lei, Nazikeda l'abbracciò e la fece sedere al suo fianco.
Poco dopo il 1890 la cugina paterna di Nazikeda, Meryem Hanim, le presentò una sua amica, Hesna Hanim, appena rimasta vedova, e le sue figlie, che Nazikeda prese come dame di compagnia. Fra loro c'era Peyveste Hanım, che sarebbe più tardi diventata una delle consorti dello stesso Abdülhamid II.

## Morte
Malata e depressa da molto tempo, Nazikeda morì l'11 aprile 1895 a Palazzo Yıldız, e venne sepolta nella Yeni Cami accanto a sua figlia.

## Discendenza
Da Abdülhamid II, ebbe una figlia:

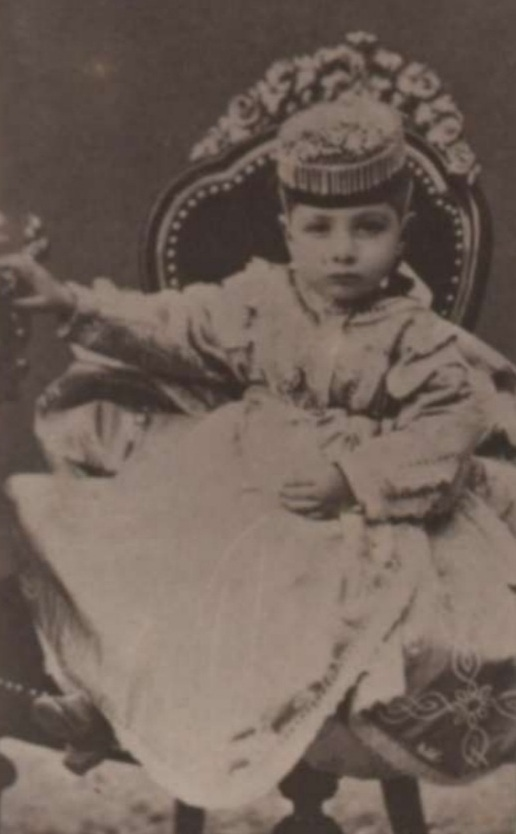
Ulviye Sultan, l'unica figlia di Nazikeda

- Ulviye Sultan (1868 - 5 ottobre 1875). Nata a Palazzo Dolmabahçe, morì a sette anni in modo estremamente tragico: mentre sua madre suonava il pianoforte e le serve erano state congedate per il pasto, Ulviye Sultan iniziò a giocare con dei fiammiferi. Il suo vestitino prese fuoco e la pesante cintura d'oro che indossava la intrappolò al suo interno, anche se sua madre si ustionò le mani cercando di sganciarla. In preda al panico, Nazikeda prese in braccio la bambina e corse giù per le scale, gridando aiuto, ma il movimento alimentò le fiamme e Ulviye Sultan morì arsa viva, lasciando sua madre nella disperazione totale, da cui non si riprese mai. Fu sepolta nella Yeni Cami.